# Philo van Byblos
Philo van Byblos (of Herennius Philon; c. 64-141 n.Chr.) was een antieke schrijver van grammaticale, woordenschats- en historische werken in het Grieks. Hij is hoofdzakelijk bekend om zijn Fenicische geschiedenis samengesteld uit de geschriften van Sanchuniathon.

## Leven
Philo werd geboren in de eerste eeuw. Hij leefde onder het bewind van Hadrianus. De naam "Herennius" suggereert dat hij een klant was van consul suffectus Herennius Severus, waaraan Philo zijn status als Romeins staatsburger zou kunnen te danken hebben.

## Werken
Philo schreef een synoniemenwoordenboek, een catalogus van wetenschappelijke schrijvers en hun werken geordend per categorie, een catalogus van steden en hun beroemde inwoners, en een biografie van keizer Hadrianus. Van sommige van zijn werken zijn enkel de titels bekend, van andere zijn fragmenten bekend via citaten van christelijke schrijvers.